# Prunus clementis
Prunus clementis es una especie de árbol perteneciente a la familia  Rosaceae. Se encuentra en Indonesia en centro y norte de Célebes y en la isla de Mindanao  en  Filipinas.
No ha habido recientes descubrimientos en Filipinas y solos unas pocas colonias en el centro de Célebes en las selvas de suelos volcánicos.

## Taxonomía
Prunus clementis fue descrita por (Merr.) Kalkman y publicado en Blumea xiii. 70 (1965). 
Etimología
Ver: Prunus: Etimología
Sinonimia
- Pygeum apoanum Elmer ex Koehne
- Pygeum apoense Elmer
- Pygeum clementis Merr.
- Pygeum zeylanicum Koord.[3]